# Не вижу зла
«Не вижу зла» (англ. See No Evil) — это американский фильм в жанре слэшер 2006 года режиссёра Грегори Дарка, сценариста Дэна Мэдигана, продюсера Джоэла Саймона, в главной роли — рестлер Кейн (Гленн Джейкобс). Это первый крупный фильм, снятый WWE Films, который был выпущен компанией Lionsgate 19 мая 2006 года.
У фильма было много разных рабочих названий, прежде чем было выбрано окончательное название «Не вижу зла». Первоначальным рабочим названием фильма было «Человек, кричащий глазами», но позже оно было изменено на «Человек спокойной ночи», затем на «Спокойной ночи», после чего было выбрано «Не вижу зла».

## Сюжет
Полицейский Фрэнк со своим напарником подъезжает к мрачного вида дому, в котором обитает маньяк, вырывающий у своих жертв глаза. В результате схватки с маньяком Фрэнк теряет руку.
Спустя 4 года Фрэнк занимается надзором за молодыми преступниками. Ему предстоит следить за добросовестным выполнением возложенной на восьмерых преступников (четыре парня и четыре девушки) общественно полезной деятельности — ремонтом и приведением в порядок старого заброшенного отеля. И вот в отеле появляется маньяк, с которым Фрэнку уже «посчастливилось» встретиться четыре года назад, и начинает убивать своих жертв, подвешивая на крюк, орудуя топором и вырывая их глаза для своей коллекции. А бежать некуда, ибо отель отрезан от остального мира.
Маньяк убивает молодых людей одного за другим, но колеблется с одной из девушек, на спине которой красуется татуировка в виде креста. По ходу действия выясняется, что менеджер отеля, приведшая заключённых для ремонта, это мать убийцы, помешанная на грехе и наказании грешников. С детства она жестоко обращалась с сыном, наказывала его заточением в клетке, подавляя его волю. Это она организовала приезд заключённых и Фрэнка, которому хотела отомстить за ранение сына. Фрэнка также убивают.
Войдя в комнату, где находилась девушка с татуировкой, она приказывает сыну не медлить и расправиться с ней. Маньяк оказывается в замешательстве, его агрессия направляется в сторону матери, которую он жестоко убивает. После убийства матери, он уносит девушку в другое помещение. Воспользовавшись его временным бессознательным состоянием, она и ещё двое заключённых наконец расправляются с маньяком.

## В ролях
| Актёр                 | Роль                      |
| --------------------- | ------------------------- |
| Кейн                  | Джейкоб Гуднайт (маньяк)  |
| Саманта Ноубл         | Кира Веннинг              |
| Кристина Видал        | Кристина Зарате           |
| Люк Пеглер            | Майкл Монтросс            |
| Стивен Видлер         | Фрэнк Уильямс             |
| Крейг Хорнер          | Ричи Бернсон              |
| Рэйчел Тейлор         | Зои Уорнер                |
| Michael J. Pagan      | Тайсон Симс               |
| Penny McNamee         | Мелиса Бодро              |
| Mikhael Wilder        | Рассел Вольф              |
| Cecily Polson         | Маргарет Кейн             |
| Tiffany Lamb          | Ханна Андерс              |
| Сэм Коттон            | Джейкоб Гуднайт в детстве |
| Corey Parker Robinson | Офицер Блэйн              |

## Оценки
Фильм получил подавляющее большинство негативных отзывов. На сайте Rotten Tomatoes рейтинг одобрения фильма составляет 9 % на основе 58 рецензий, средняя оценка — 3,3/10. Консенсус критиков сайта гласит: «Фильм „Не вижу зла“ переполнен клише из бесчисленных других подростковых слэшеров, что делает его предсказуемой, не пугающей пустой тратой времени». По данным Metacritic, который отобрал 14 критиков и рассчитал средневзвешенную оценку в 17 баллов из 100.

## Сиквел
6 августа 2013 года WWE Studios объявила о выходе продолжения фильма, в котором Кейн вновь сыграет роль Джейкоба Гуднайта. Режиссёрами фильма выступили сестры Соска, а в главных ролях снялись Даниэль Харрис, Кэтрин Изабель, Челан Симмонс, Кай-Эрик Эриксен, Грейстон Холт, Ли Майдуб и Майкл Эклунд. Съемки начались 23 сентября в Ванкувере, Британская Колумбия, и закончились 11 октября 2013 года. Фильм «Не вижу зла 2» был выпущен на DVD 21 октября 2014 года.